# Amplificador quàntic
En física, un amplificador quàntic és un amplificador que utilitza mètodes mecànics quàntics per amplificar un senyal; exemples inclouen els elements actius de làsers i amplificadors òptics.
Les principals propietats de l'amplificador quàntic són el seu coeficient d'amplificació i la seva incertesa. Aquests paràmetres no són independents; com més gran és el coeficient d'amplificació, més gran és la incertesa (soroll). En el cas dels làsers, la incertesa correspon a l'emissió espontània amplificada del medi actiu. El soroll inevitable dels amplificadors quàntics és un dels motius de l'ús de senyals digitals en comunicacions òptiques i es pot deduir dels fonaments de la mecànica quàntica.

## Introducció
Un amplificador augmenta l'amplitud de tot el que el passa. Mentre que els amplificadors clàssics accepten senyals clàssics, els amplificadors quàntics accepten senyals quàntics, com ara els estats coherents. Això no vol dir necessàriament que la sortida sigui un estat coherent; de fet, normalment no ho és. La forma de la sortida depèn del disseny específic de l'amplificador. A més d'amplificar la intensitat de l'entrada, els amplificadors quàntics també poden augmentar el soroll quàntic present al senyal.

## Exposició
El camp elèctric físic en un pols paraxial monomode es pot aproximar amb superposició de modes; el camp elèctric {\displaystyle ~E_{\rm {phys}}~} d'un sol mode es pot descriure com
{\displaystyle {\vec {E}}_{\rm {phys}}({\vec {x}})~=~{\vec {e}}~{\hat {a}}~M({\vec {x}})~\exp(ikz-{\rm {i}}\omega t)~+~{\rm {Hermitian~conjugate}}~}
on
- {\displaystyle ~{\vec {x}}=\{x_{1},x_{2},z\}~} és el vector de coordenades espacials, amb z que dona la direcció del moviment,
- {\displaystyle ~{\vec {e}}~} és el vector de polarització del pols,
- {\displaystyle ~k~} és el nombre d'ona en la direcció z,
- {\displaystyle ~{\hat {a}}~} és l'operador d'aniquilació del fotó en un mode específic{\displaystyle ~M({\vec {x}})~}

L'anàlisi del soroll en el sistema es fa respecte al valor mitjà de l'operador d'aniquilació. Per obtenir el soroll, es resol les parts reals i imaginàries de la projecció del camp a un mode donat. {\displaystyle ~M({\vec {x}})~}. Les coordenades espacials no apareixen a la solució.
Un amplificador quàntic és una transformada unitària {\displaystyle {\hat {U}}}, actuant l'estat inicial {\displaystyle ~|{\rm {initial}}\rangle ~} i produint l'estat amplificat {\displaystyle ~|{\rm {final}}\rangle ~}, com segueix:
{\displaystyle ~|{\rm {final}}\rangle =U|{\rm {initial\rangle }}}
Aquesta equació descriu l'amplificador quàntic en la representació de Schrödinger.